# Акулова, Тамара Васильевна
Тама́ра Васи́льевна Аку́лова (род. 25 марта 1957, Новая Усмань, Воронежская область, РСФСР, СССР) — советская и российская актриса театра и кино, педагог. Заслуженная артистка Российской Федерации (2005). Действительный член Российской академии кинематографических искусств «Ника». Член Союза кинематографистов Российской Федерации.

## Биография
Тамара Акулова родилась 25 марта 1957 года в селе Новая Усмань Воронежской области. Отец — родом из Томска, мать — из Воронежской области. Родители познакомились на фронте во время Великой Отечественной войны, когда отец воевал под Воронежем. После Победы он вернулся и они поженились. Мать работала в торговле, отец был начальником почты. В 1959 году отец разбился насмерть на мотоцикле, а 36-летняя вдова осталась с двумя детьми — восьмилетней Ларисой и двухгодовалой Тамарой. Года через три у сестёр появился отчим Сергей Миронович (по национальности — армянин, по профессии — сапожник), с которым у девочек сложились добрые отношения и которого они считали своим вторым папой.
В 1974 году, после окончания средней школы, Тамара поступила на факультет кондитерских и макаронных изделий Воронежского технологического института (ВТИ), где проучилась один год.
В 1975 году поехала в Москву поступать во ВГИК.
В 1981 году окончила актёрский факультет Всесоюзного государственного института кинематографии (ВГИКа) (мастерская Сергея Бондарчука и Ирины Скобцевой).
С 1981 года — актриса «Центральной киностудии детских и юношеских фильмов имени М. Горького».
В 1990-е годы, во время кризиса в отечественном кинематографе, в кино почти не снималась, преподавала актёрское мастерство в «Университете Натальи Нестеровой» в Москве.
В настоящее время[когда?] преподаёт «Мастерство артиста драматического театра и кино» в мастерской А. Я. Михайлова на кафедре актёрского мастерства актёрского факультета ВГИК.

### Личная жизнь
- Первый муж — Юрий Борисович Шерлинг (род. 23 августа 1944), театральный режиссёр, хореограф и балетмейстер. Заслуженный деятель искусств РСФСР. Поженились, когда Тамара училась на первом курсе ВГИКа. Брак распался через четыре года, бывшие супруги остались друзьями, Юрий оставил Тамаре с дочерью Анной однокомнатную квартиру в Москве[3].
  - Дочь — Анна Юрьевна Шерлинг (род. 1980) — актриса.
- Второй муж — Эльёр Мухитдинович Ишмухамедов (род. 1942) — советский и узбекский кинорежиссёр, сценарист.
  - Сын — Дмитрий Эльёрович Ишмухамедов (род. 1989).

## Фильмография
| Год  |   | Название                            | Роль                                                                       |
| ---- | - | ----------------------------------- | -------------------------------------------------------------------------- |
| 1979 | ф | Верой и правдой                     | Оля                                                                        |
| 1981 | ф | Бедная Маша                         | Маша Караулова, медсестра                                                  |
| 1981 | ф | Шляпа                               | Галка, певица                                                              |
| 1981 | ф | Контрольная по специальности        | Света                                                                      |
| 1982 | ф | Кто стучится в дверь ко мне…        | Алька Вострякова                                                           |
| 1982 | ф | Баллада о доблестном рыцаре Айвенго | леди Ровена, племянница Седрика Ротервудского                              |
| 1983 | ф | Трое на шоссе                       | Леночка                                                                    |
| 1983 | ф | Возвращение с орбиты                | Саша, подруга Мухина                                                       |
| 1984 | ф | Европейская история                 | Грета Лист, невеста Хайнца Ренке                                           |
| 1985 | с | В поисках капитана Гранта           | леди Элен Гленарван                                                        |
| 1985 | ф | Воскресный папа                     | Мария Сергеева, мать Алёшки                                                |
| 1986 | ф | Из жизни Потапова                   | Маша                                                                       |
| 1986 | ф | Нужные люди                         | Оля, тренер по плаванию                                                    |
| 1987 | ф | Разорванный круг                    | Ольга Смирнова, сотрудница планового отдела, жена Фёдора, любовница Львова |
| 1988 | ф | Поворот сюжета                      | Ольга                                                                      |
| 1991 | ф | Группа риска                        | Алиса Полякова                                                             |
| 1992 | ф | Осколок «Челленджера»               | гинеколог                                                                  |
| 1993 | ф | Зачем алиби честному человеку?      | Зинаида                                                                    |
| 1998 | ф | Примадонна Мэри                     | Зина                                                                       |
| 2001 | ф | Львиная доля                        | Марина                                                                     |
| 2001 | ф | Наследницы                          | Саша                                                                       |
| 2001 | с | Сдвинутый                           | Маруся                                                                     |
| 2003 | с | Ангел на дорогах                    | Ольга                                                                      |
| 2003 | с | Приключения мага                    | Ирина                                                                      |
| 2004 | ф | Влюблённые 2                        | Вера                                                                       |
| 2005 | ф | Наследницы 2                        | Саша                                                                       |
| 2006 | ф | Невеста                             | Анна Викторовна, мать Ольги                                                |
| 2006 | с | Большие девочки                     | Виктория                                                                   |
| 2007 | ф | Третье небо                         | Людмила                                                                    |
| 2007 | ф | Одинокая женщина с ребёнком         | Ольга                                                                      |
| 2008 | с | Жизнь, которой не было              | Гусева                                                                     |
| 2009 | с | Катя                                | Зойка                                                                      |
| 2009 | ф | Дольше века                         | Валентина                                                                  |
| 2009 | с | Медвежий угол                       | Клавдия                                                                    |
| 2010 | ф | О тебе…                             | Мария Плеханова                                                            |
| 2012 | с | МУР. Третий фронт                   | Белова, капитан МУРа                                                       |
| 2013 | с | Третья мировая                      | мать Жени                                                                  |
| 2013 | с | Женщины на грани                    | Ратникова                                                                  |
| 2013 | с | Повороты судьбы                     | Татьяна Николаевна                                                         |
| 2014 | с | Соблазн                             | Марья Петровна                                                             |
| 2014 | ф | Гвоздь                              | Юлия Сергеевна                                                             |
| 2015 | с | Сын моего отца                      | Романова, мать Бориса и Глеба                                              |
| 2016 | с | Цена измены                         | Валентина Павловна, клиентка портнихи Ольги                                |
| 2017 | с | Исчезнувшая                         | Мария Семёновна, управляющая домом семьи Пашковых                          |
| 2017 | ф | После тебя                          | Любовь Темникова, мать Алексея                                             |
| 2018 | ф | Нераскрытый талант-3                | Эмма Фёдоровна, соседка                                                    |
| 2019 | ф | Убийства по пятницам                | Нелли Виленовна, жена Владимира                                            |
| 2021 | с | Закаты и рассветы                   | мама адвоката Полины                                                       |
| 2024 | ф | Каждый мечтает о собаке             | Нина Романовна                                                             |

## Награды
- 2005 — почётное звание «Заслуженный артист Российской Федерации» — за заслуги в области искусства[2].